# Coffee Like
Coffee Like是俄罗斯最大的外带咖啡连锁店。

## 历史
该公司由 Ayaz Shabutdinov 和 Zufar Garipov 于 2013 年创立。第一家咖啡馆于 2013 年 11 月 13 日在伊热夫斯克的Universitetskaya 街开业，耗资约 10 万卢布，设备由咖啡供应商免费提供。 
在第一家咖啡馆开业后，该公司就开始销售特许经营权。 2013 年 12 月 1 日，第一个加盟店在叶卡捷琳堡开业。  2013年底成立Coffee Like Logistics公司，为合作伙伴提供必要的耗材（杯子、吸管等）。Coffee Like 的第一批加盟伙伴基本上是 Shabutdinov 博客的读者。 
2016 年，Coffee Like 特许经营费增长到 30 万卢布，提高了加盟的门槛。 
2015年，Coffee Like引入了一套质量控制体系，并推出了“秘密顾客”暗访门店的机制。  
2017 年 7 月，Zufar Garipov 离开了 Coffee Like 的董事会。   Shabutdinov 成为 Coffee Like 的主要所有者，持有的份额超过50%。2018 年 8 月 27 日，Shabutdinov 以 2 亿卢布的价格出售了 Coffee Like 公司。 

## 经营
公司的收入分为三部分：自营店、特许经营权使用费以及向加盟店销售咖啡豆和消耗品。 
到 2021 年 7 月，Coffee Like 网站显示其在俄罗斯拥有 825 家门店。